# أوسكار إف. ميلر
أوسكار إف. ميلر (بالإنجليزية: Oscar F. Miller) هو عسكري أمريكي، ولد في 25 أكتوبر 1882 في مقاطعة فرانكلين في الولايات المتحدة، وتوفي في 29 سبتمبر 1918 في Véry ‏ في فرنسا.